# Bythograea intermedia
Bythograea intermedia is een krabbensoort uit de familie van de Bythograeidae. De wetenschappelijke naam van de soort is voor het eerst geldig gepubliceerd in 1988 door Saint Laurent.